# Christofi Zerlendi
Christofi Zerlendi (1844-c. 1901) fue un banquero y político rumano.

## Biografía
Nacido en 1844, según la fuente en Bucarest o en Brăila, era hijo de Leon Zerlendi y tenía origen griego. Estudió comercio en la isla griega de Siros y más adelante regresó a Bucarest, en 1862. En 1863, cuando murió su padre, la sociedad que existía con Sechiari se disolvió, y Christofi Zerlendi asumió con su hermano Achilles la administración de una importante casa bancaria en la calle Smârdan de Bucarest. En 1888 fue elegido senador por la capital, cargo que ocupó hasta 1895; al mismo tiempo era concejal municipal de Bucarest. Donó una propiedad por valor de más de 250 000 leus al municipio de la capital para establecer el asilo para discapacitados que llevaba su nombre. Miembro del Partido Conservador, fue fundador de la Compañía Nacional de Seguros. Falleció el 20 de diciembre de 1901 o en 1902.